# Bindehaut
Die Bindehaut überzieht die hintere, dem Augapfel zugewandte Fläche der Augenlider und die Vorderseite des Augapfels, nicht aber die Hornhaut (= Cornea). Im Fachausdruck heißt diese Schleimhaut in der Orbita (Augenhöhle)  Konjunktiva (Synonym: Tunica conjunctiva, von lateinisch Tunica ‚Gewand‘ und lat. coniungere ‚verbinden‘).

## Anatomie

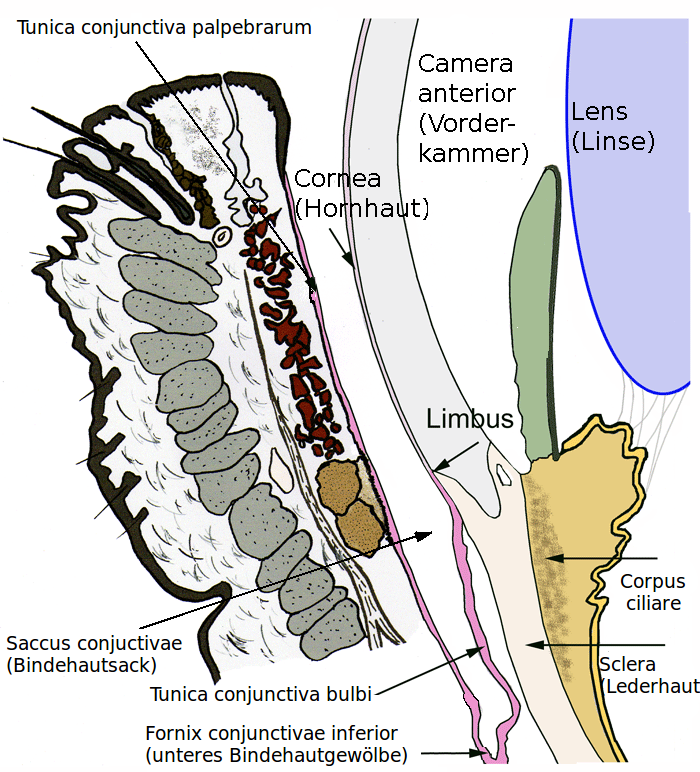
Sagittalschnitt durch das untere Augenlid (links) und den vorderen Teil des Augapfels (rechts). Die beiden Abschnitte der Bindehaut (Tunica conjunctiva palpebrarum/bulbi) und das Bindehautgewölbe (Fornix conjunctivae) sind rosa dargestellt

Die Bindehaut beginnt an der Lidkante und überzieht als Tunica conjunctiva palpebrarum die hintere, dem Augapfel zugewandte Fläche der Augenlider. Dieser Schleimhautüberzug wirkt wie ein weiches Wischtuch und verteilt beim Lidschlag die Tränenflüssigkeit über der Hornhaut (Cornea), ohne diese zu verletzen. Etwa in Höhe der Basis der Augenlider bildet die Bindehaut eine bewegliche Falte aus, verläuft nach vorn und verbindet sich mit der Weißen Augenhaut (Sclera). Dieser Abschnitt wird als Tunica conjunctiva bulbi bezeichnet. Die Bindehaut grenzt an die Hornhaut, die ihrerseits Pupille und Iris abdeckt. Die Bindehaut bildet den Abschluss der Augenhöhle zur Umwelt.
Der von der Bindehaut umhüllte Hohlraum ist der Bindehautsack (Saccus conjunctivae, Konjunktivalsack). Dessen hintere Nische in der Tiefe der Augenhöhle wird als Bindehautgewölbe (Fornix conjunctivae) bezeichnet. Hier münden die Ausführungsgänge der Tränendrüse (Glandula lacrimalis). Die Tränenflüssigkeit wird am nasenseitigen Lidwinkel über zwei Tränenpunkte (Puncta lacrimalia) in Richtung Nase abgeleitet.
Die Bindehaut bildet am nasenseitigen Augenwinkel eine Zusatzfalte, die als Nickhaut (Plica semilunaris conjunctivae, Membrana nicitans) oder „drittes Augenlid“ (Palpebra tertia) bezeichnet wird. Sie ist beim Menschen nur sehr klein. Bei den übrigen Säugetieren ist sie so groß, dass sie sich vor das gesamte Auge legen kann. Bei vielen anderen Wirbeltieren, z. B. Haien, Reptilien und Vögeln, ist sie transparent und kann wie eine Schutzbrille vor das Auge geklappt werden.
In der Schleimhaut der Bindehaut sind einzelne Drüsenpakete eingelagert, die als akzessorische Tränendrüsen bezeichnet werden. Am nasenseitigen Lidwinkel ist die Bindehaut zur Tränenkarunkel (Caruncula lacrimalis) verdickt.
Die Endäste der Blutgefäße in der Konjunktiva am Übergangsbereich von Sclera und Cornea werden als Randschlingennetz bezeichnet. Dieses nimmt an der Versorgung der gefäßlosen Hornhaut teil. Bei Entzündungen der Cornea können aus diesem Randschlingennetz Blutgefäße in die Cornea einsprossen.

## Klinische Bedeutung
Die Bindehaut wird bei jeder klinischen Allgemeinuntersuchung betrachtet. Da sie recht dünn, gut durchblutet und unpigmentiert ist, lassen sich Veränderungen des Blutes gut erfassen. So sieht man eine Gelbfärbung beim Ikterus (Gelbsucht) und Blässe bei Anämie oder Schock.
Eine Entzündung der Bindehaut bezeichnet man als Konjunktivitis. Sie tritt bei lokalen Reizungen (z. B. durch Fremdkörper) und Infektionen oder auch im Zuge einiger allgemeiner Infektionskrankheiten (z. B. Masern, Staupe) auf. Solitärfollikel in der Bindehaut können sich bei Entzündungen stark vergrößern und dann wie Sandpapier wirken und die Hornhaut verletzen.
Eine Unterblutung der Bindehaut wird auch Hyposphagma genannt, sie verursacht jedoch keine Beschwerden.
Bei einer Konjunktivalprobe handelt es sich um einen konjunktivalen Provokationstest, bei dem durch lokale Applikation einer Allergen-Lösung eine Bindehautentzündung provoziert wird.